# Hagnäs metrostation
Hagnäs (finska: Hakaniemi) är en station inom Helsingfors metro i delområdet Broholmen i stadsdelen Berghäll.
Stationen öppnades den 1 juni 1982. Mirja Castrén, Juhani Jauhiainen och Marja Nuuttila projekterade stationen. Stationen ligger 916 meter från Helsingfors Universitet och 928 meter från Sörnäs.
Biljetthallen är dekorerad med en kopparelief av Hagnästorget, skapad  av Aimo Tukiainen.
Musikvideon till låten Freestyler blev inspelad på stationen.